# Piero Scotti
Piero Scotti (Firenze, 11 novembre 1909 – Samedan, 14 febbraio 1976) è stato un pilota automobilistico italiano.
Partecipò in Formula 1 al solo Gran Premio del Belgio 1956 a bordo di una Connaught, senza tagliare il traguardo.

## Risultati in Formula 1
| 1956 | Scuderia       | Vettura   |  |  |  |     |  |  |  |  |  | Punti | Pos. |
| ---- | -------------- | --------- |  |  |  | --- |  |  |  |  |  | ----- | ---- |
| 1956 | Pilota privato | Connaught |  |  |  | Rit |  |  |  |  |  | 0     |      |

| Legenda | 1º posto     | 2º posto | 3º posto    | A punti         | Senza punti/Non class.  | Grassetto – Pole position Corsivo – Giro più veloce |
| Legenda | Squalificato | Ritirato | Non partito | Non qualificato | Solo prove/Terzo pilota | Grassetto – Pole position Corsivo – Giro più veloce |